# Nature Sounds
La Nature Sounds è un'etichetta discografica statunitense, con sede a Brooklyn, specializzata in musica hip hop e reggae.

## Artisti
- Ayatollah
- Big City (Psycho Les, Al Tariq, Problemz)
- Black Market Militia
- DJ Babu
- Havoc
- Hell Razah
- Masta Killa
- MF DOOM
- Mathematics
- Pete Rock
- R.A. the Rugged Man
- Scientist
- Scram Jones
- Earl "Chinna" Smith
- Strong Arm Steady
- Vordul Mega
- Termanology[1]

## Discografia
- MF Doom - My Favourite Ladies / All Outta Ale (2002)
- Timbo King Featuring Masta Killa - Armored Truck / Thug Corporate (2003)
- MF Doom - The Prof. Meets The Supervillian#0 (2003)
- Various - Nature Sounds Presents The Prof. In... Convexed (2003)
- Metal Fingers - Special Herbs Vol. 3 & 4 (2003)
- Immortal Technique - Revolutionary Vol. 2 (2003)
- Metal Fingers - Special Herbs, Vols. 5 & 6 (2003)
- Blockhead & Omega One - We Didn't Invent The Remix (2004)
- KMD - The Best Of KMD (2004)
- Masta Killa - Digi Warfare/No Said Date (2004)
- I Self Devine / Aesop Rock / Cage - Nature Sounds Presents The Prof. In... Convexed Sampler (2004)
- Count Bass D - 9 Years (2004)
- R.A. The Rugged Man - Lessons / How Low (2004)
- Vordul Mega - The Revolution Of Yung Havoks (2004)
- Masta Killa - Old Man (2004)
- Masta Killa - No Said Date (2004)